# Бєляєво (Ковернинський район)
Бєляєво (рос. Беляево) — присілок в Ковернинському районі Нижньогородської області Російської Федерації.
Населення становить 118 осіб. Входить до складу муніципального утворення Гавриловська сільрада.

## Історія
Від 2009 року входить до складу муніципального утворення Гавриловська сільрада.

## Населення
| 2002 | 2010 |
| ---- | ---- |
| 106  | ↗118 |